# Ctenus yaeyamensis

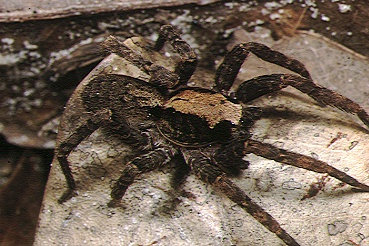
Vrouwtje

Ctenus yaeyamensis là một loài nhện trong họ Ctenidae.
Loài này thuộc chi Ctenus. Ctenus yaeyamensis được Hajime Yoshida miêu tả năm 1998.